# Black Devil

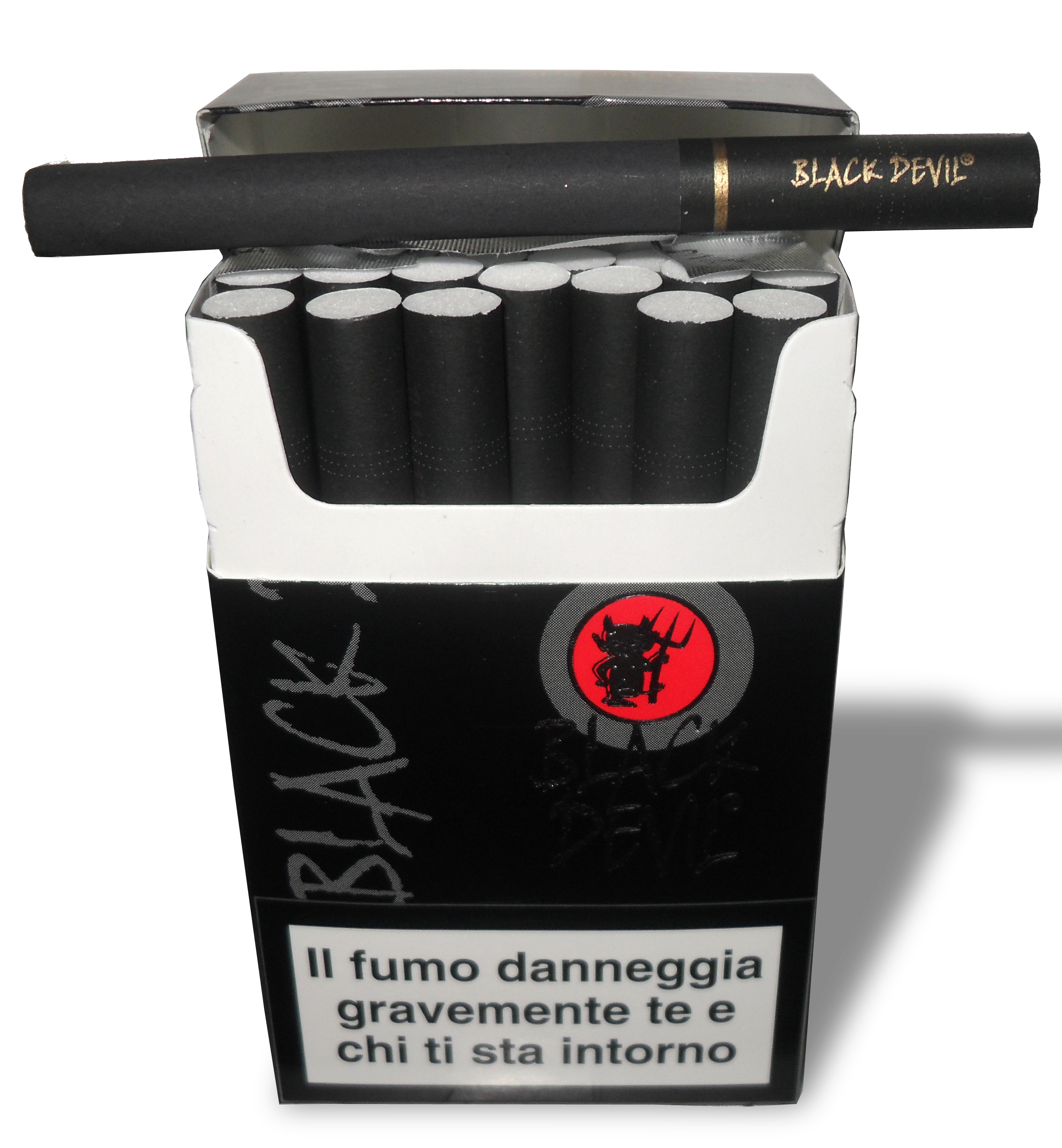
Paquet de Black Devil

Black Devil est une marque de cigarettes aromatisées. Elles sont produites aux Pays-Bas à Ootmarsum par Heupink & Boemen. 
À partir de 2005, elles sont importées en France par la Société pipière française (SPF), qui les place chez les buralistes,. 

## Interdiction à la vente
Les cigarettes aromatisées dites « cigarettes bonbons » ont été interdites par la loi « Bachelot » du 21 juillet 2009, complétée par une publication au Journal Officiel en 2011. 
Ces cigarettes ont été progressivement interdites sur le marché belge, luxembourgeois et français ainsi que toutes les cigarettes parfumées ou mentholées. 
En 2014, l’Union Européenne adopte une interdiction progressive des arômes dans les cigarettes. 